# Beurré Dumont
La ’Beurré Dumont est une variété de poire obtenue en 1831 par Joseph Dumont à Erquelinnes, près de Tournai, en Belgique.

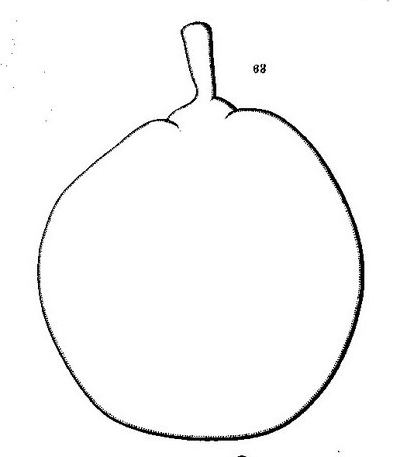
Silhouette du fruit.

## Origine
La poire est d’origine belge.
Elle est obtenue, en 1831, par Joseph Dumont-Dachy, jardinier au château du baron de Joigny, à Erquelinnes, près de Tournai (Belgique).

## Arbre
Rameaux. Gros, longs, brun rougeâtre violacé ; à lenticelles petites, un peu rouges.
Yeux. Petits, pointus, légèrement écartés du rameau.
Culture. L'arbre, de vigueur modérée, fertile, propre à toutes formes sur cognassier, vient à toutes les expositions. Il peut être cultivé dans toutes les régions, en terrain riche, et avec une taille ordinaire.
Peu ou pas du tout sujet à la tavelure.
C'est un fruit d'amateur.

## Fruit
Fruit. Gros, tantôt pyramidal et tronqué à la base, tantôt turbiné, obtus et ventru, bosselé dans son pourtour. .
Épiderme. - Rude, jaune, lavé de fauve, se dorant du côté du soleil, avec quelques marbrures plus foncées, pointillé de gris.
Pédicelle. Court, fort, droit, implanté obliquement dans une étroite cavité bosselée.
Œil. Moyen, ouvert ou mi ouvert ; inséré dans une cavité assez large, plissée, peu profonde.
Chair. Blanche, fine, fondante, bien juteuse, sucrée, acidulée et délicatement parfumée.
Qualité. Bonne.
La maturité est obtenue en octobre-novembre.